# 中塚一宏
中塚 一宏（なかつか いっこう、1965年4月4日 - ）は、日本の実業家、政治家。
内閣府特命担当大臣（金融、「新しい公共」、少子化対策、男女共同参画）（野田第3次改造内閣）、内閣府副大臣兼復興副大臣（野田内閣・野田第1次改造内閣・野田第2次改造内閣）、衆議院議員（3期）、民主党副幹事長、SBIホールディングス取締役、堂島取引所代表取締役社長（初代）などを歴任。小沢一郎の側近といわれた。

## 概説

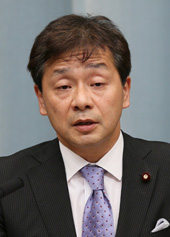
2012年、入閣に際しての記者会見にて

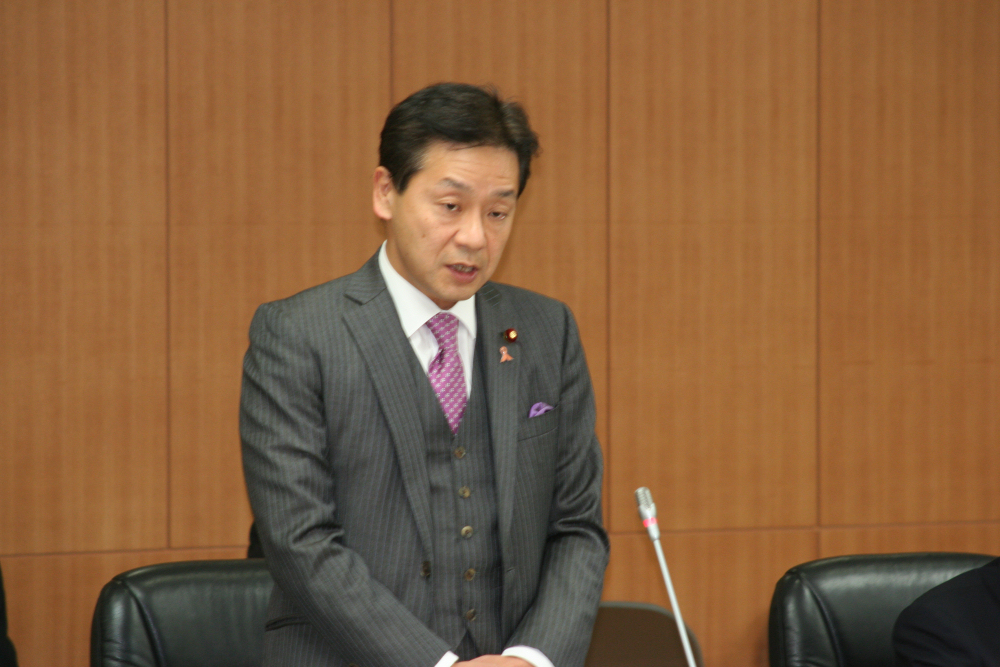
2012年、財務局長会議にて

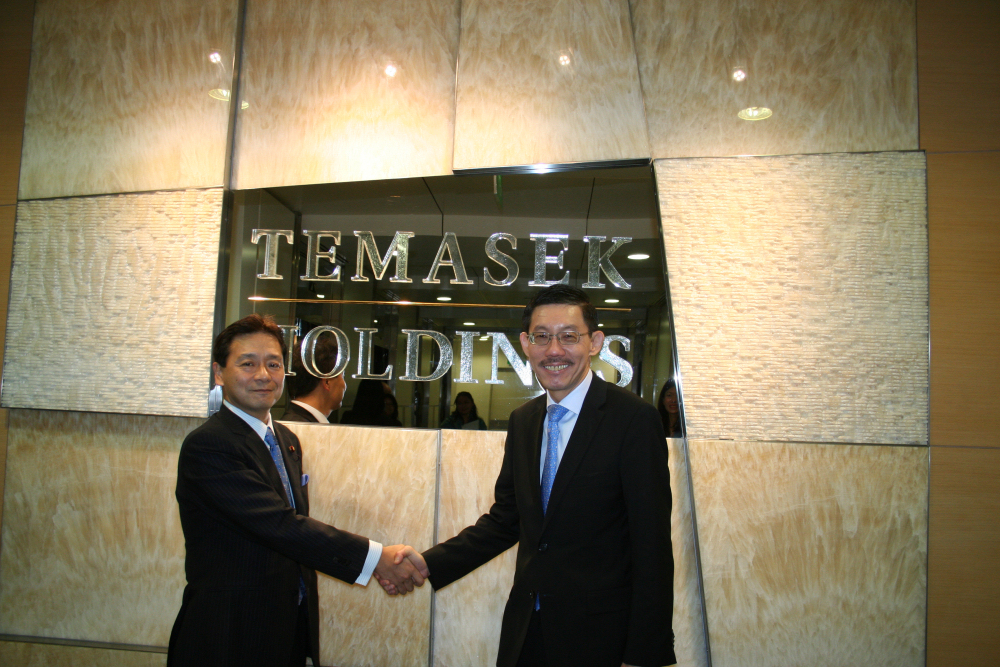
2012年、テマセク・ホールディングスにて

### 衆議院議員当選まで
京都府京都市出身。京都市立紫野高等学校を経て、京都大学工学部金属系学科（現・物理工学科材料科学コース）冶金学教室を卒業。京大工学部在学中に関わったボランティアや町おこしの住民運動を通じて、政界に興味を抱く。京大卒業後、沖縄開発庁長官や総理府総務長官、労働大臣などを務めた丹羽兵助衆議院議員の私設秘書や星野行男衆議院議員公設第一秘書を務める。星野は1993年、宮澤改造内閣の不信任決議案に賛成票を投じ、自由民主党を離党して新生党結党に参画。中塚も新生党を経て新進党結党に参加し、新進党および同党解党後に小沢一郎を党首に結党された自由党の政策調査会事務所で政策立案、選挙公報作成に携わった。
1995年新進党から京都市議選に立候補するも、次点で落選。1996年の第41回衆議院議員総選挙において、新進党から比例東海ブロックから出馬するも落選。1998年の第18回参議院議員通常選挙において自由党から比例代表名簿12位で出馬するも落選する。

### 衆議院議員初当選後
2000年の第42回衆議院議員総選挙に比例近畿ブロック単独で自由党から立候補。比例近畿ブロックにおける自由党の獲得議席数は3だったが、比例名簿上位の豊田潤多郎の小選挙区での得票数が有効投票総数の10%を下回り供託金を没収されたため比例復活の権利を失い、中塚が初当選した。その後は自由党で財務金融部会長などを務める。
2003年9月、民由合併により自由党は民主党に合流する。第43回衆議院議員総選挙では神奈川12区に鞍替えし、同区から民主党公認で立候補。自民党の桜井郁三を破り、当選した。2003年12月、民主党代表・菅直人の「次の内閣」で経済財政・金融担当の総括副大臣に就任。2005年の郵政国会による第44回衆議院議員総選挙（いわゆる郵政解散）では前回破った桜井に敗れ、比例復活もならず落選する。なおこの選挙では、自民党に強い追い風が吹き、その煽りを受けて民主党は神奈川県の全選挙区で公認候補が小選挙区で落選した。2009年の第45回衆議院議員総選挙では神奈川12区で当選し、国政に復帰した。2010年6月、民主党総務委員長代理（調査担当）や財務部門会議座長に就任。同年9月、衆議院決算行政監視委員会理事に就任する。

### 内閣府・復興副大臣
2011年9月、野田内閣で内閣府副大臣（金融、行政刷新、原子力行政、原子力損害賠償支援機構、「新しい公共」、男女共同参画、少子化対策、自殺者対策、郵政改革などの担当）に任命された。2012年2月10日、復興庁の設置に伴い、野田改造内閣において復興副大臣を兼務。2012年（平成24年）6月26日に衆議院で採決された社会保障と税の一体改革に関する法案に賛成し、小沢一郎と袂を分かった。

### 内閣府特命担当大臣
2012年10月1日、野田第3次改造内閣で内閣府特命担当大臣（金融、「新しい公共」、少子化対策、男女共同参画）に任命され、初入閣した。
同年12月の第46回衆議院議員総選挙では神奈川12区で自民党の星野剛士に敗れた。さらに得票数も日本未来の党の阿部知子に次ぐ3位となり、現職閣僚ながら比例復活もならず落選した。

### 落選後
2014年5月、小泉純一郎、細川護熙らと一般社団法人自然エネルギー推進会議の設立に参加し、理事・事務局長を務めた。同年6月からSBIホールディングス取締役。
2014年11月までの時点で神奈川12区の民主党公認申請を取り下げ、第47回衆議院議員総選挙には出馬しなかった。
2015年6月、SBIホールディングス取締役執行役員常務に昇任。同年11月、SBIエナジー株式会社代表取締役社長。2019年6月、SBIホールディングス取締役を退任し、同顧問（SBIエナジー株式会社代表取締役社長）。
2020年、大阪堂島商品取引所の経営改革協議会メンバーに就任。同年12月、大阪堂島商品取引所の取締役候補となり、組織変更後の初代社長候補となる。
2021年、株式会社堂島取引所初代代表取締役社長に就任。2022年6月に社長を退任し、SBI ホールディングス顧問。同年10月、アースインフィニティ顧問に就任。

## 不祥事
2010年8月、衆議院財務金融委員会が派遣した欧州議員視察に参加した際、家族を日本大使館が手配したバスに同乗させ、さらに観光旅行をしていたことが判明し、議院運営委員長の川端達夫から厳重注意を受けた。このことについて、家族用に生じた旅費は私費で支払っており、公務はおろそかにはしなかったと中塚は説明した。

## 人物
- 大学在学中に出会った千日回峰行の大阿闍梨・叡南覚照を父親代わりと慕っている[28]。
- 趣味は水泳、クラシック鑑賞、スヌーピーグッズ収集。学生時代はロックバンドのボーカルであった[28]。